# Sauer
El Sauer (en alemany i luxemburguès), Sûre (en francès) o Seure (en való) és un afluent del Mosel·la d'uns 173 km de llargada. Neix d'uns tres petits rius-fonts al Bosc de Freyr prop del lloc dit Planchipont a l'est del municipi de Vaux-sur-Sûre al marge sud de l'altiplà de les Ardenes a Bèlgica i desemboca a Wasserbillig al Mosel·la.

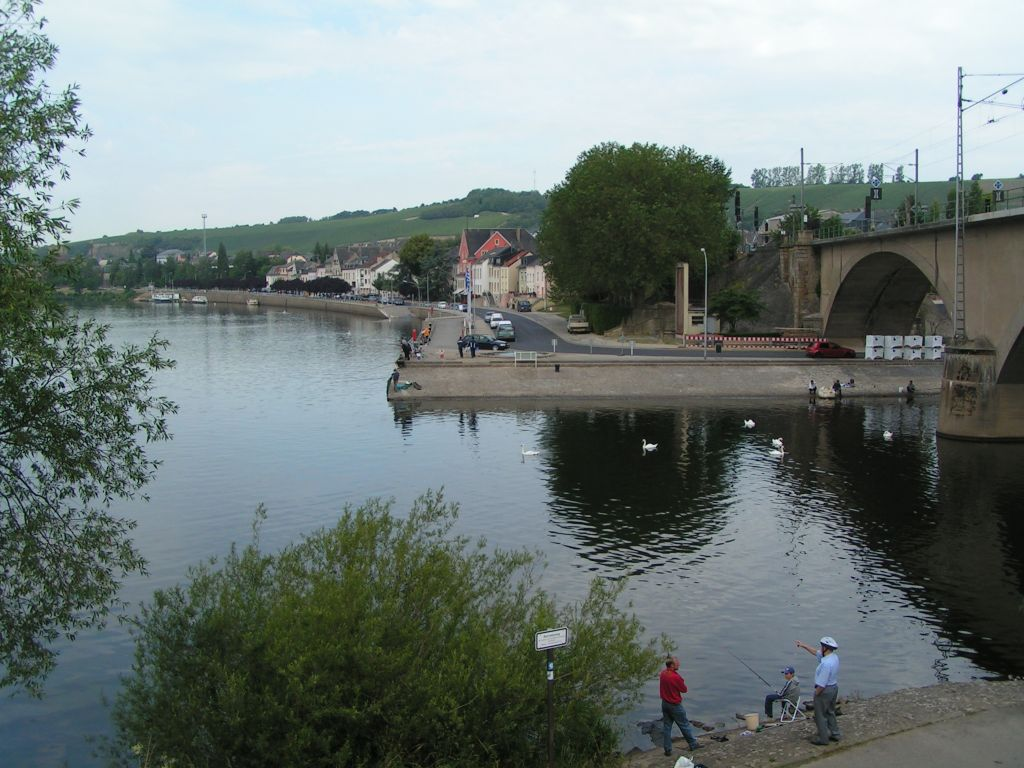
Aiguabarreig del Sauer i del Mosel·la a Wasserbillig

Des de Maartelèng forma la frontera entre Bèlgica i Luxemburg fins a Tintange (Tintingen). Passa per Esch-Sauer, Bettenduerf, Echternach, Ettelbréck, Dikrech i després de la confluència amb l'Our forma en condomini la frontera entre Luxemburg i Alemanya fins al seu desembocadament. Amb el seu afluent, l'Our, és l'únic riu de Bèlgica que fa part de la conca del Rin.

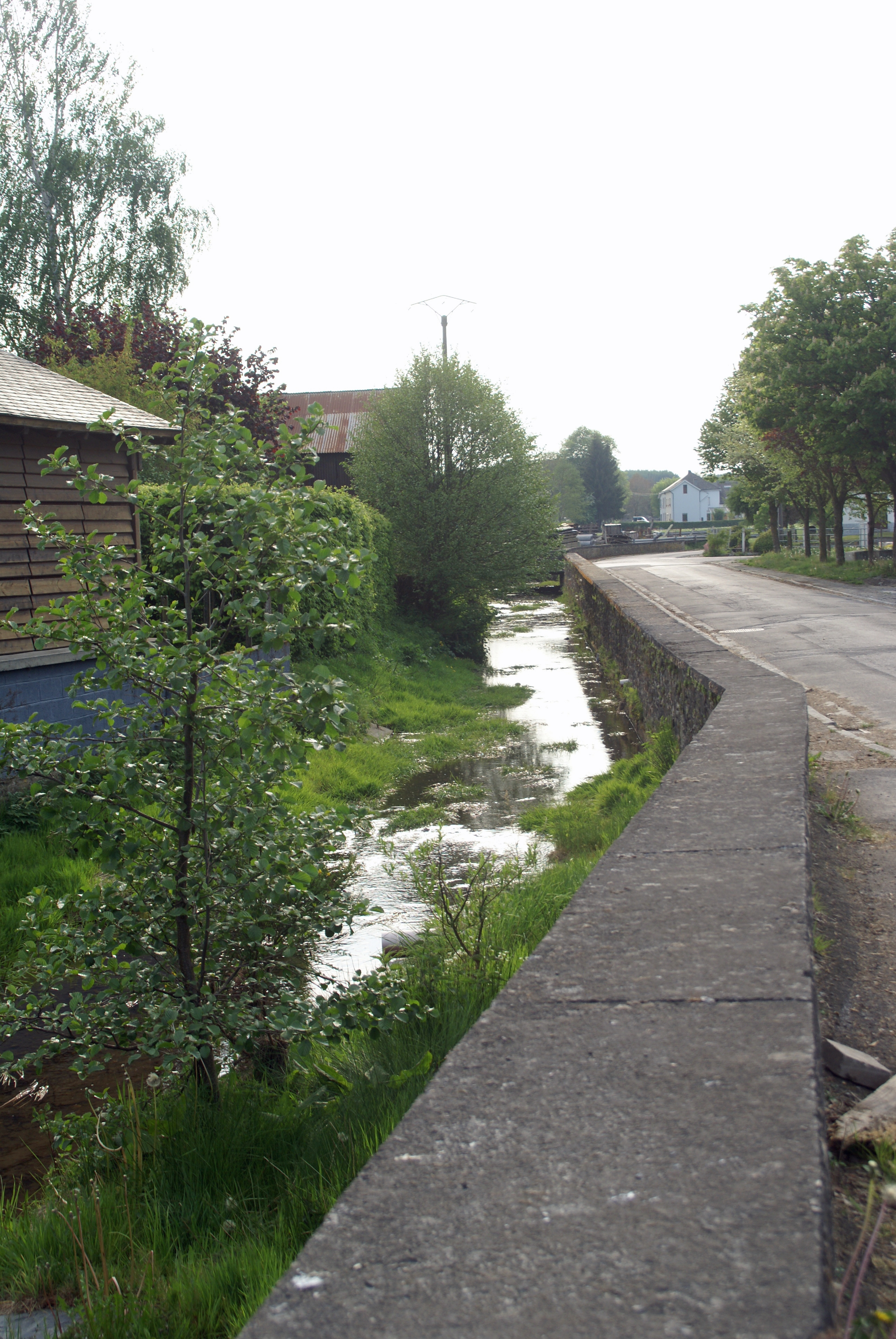
El riu paral·lel al carreró Ruelle Lozet a Vaux-sur-Sûre
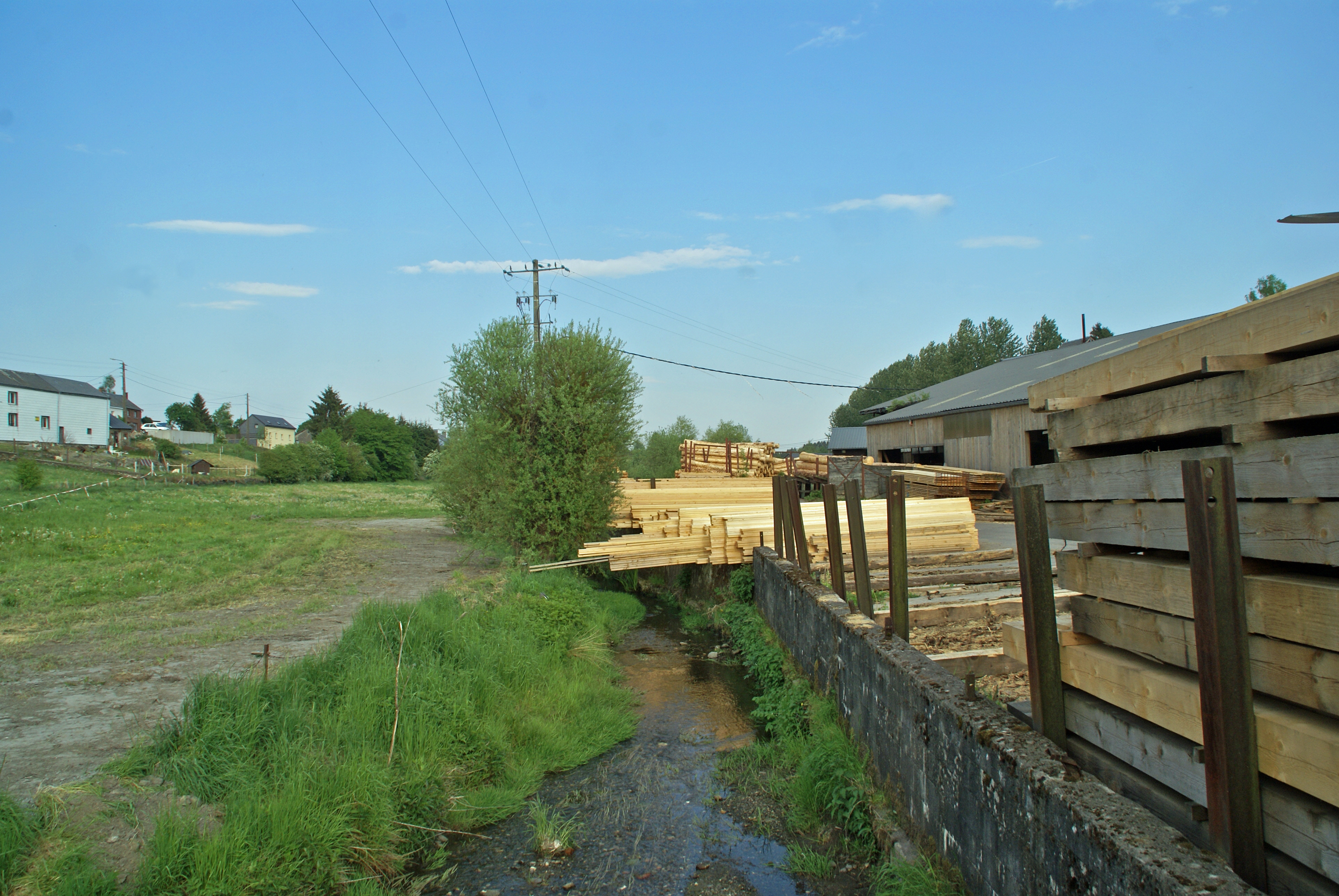
Serradura a Vaux-sur-Sûre
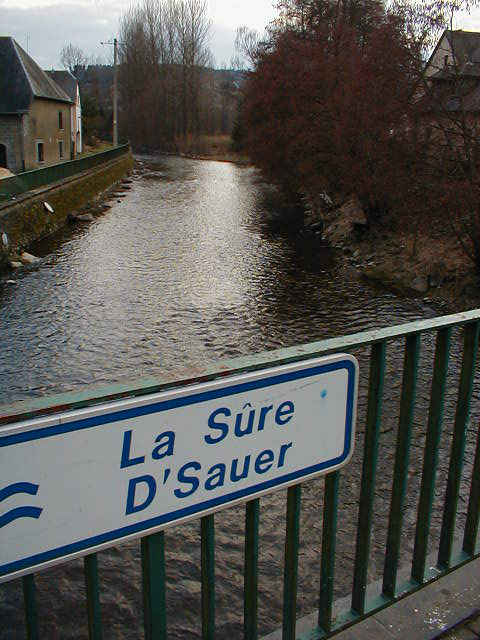
El Sauer a Maartelèng
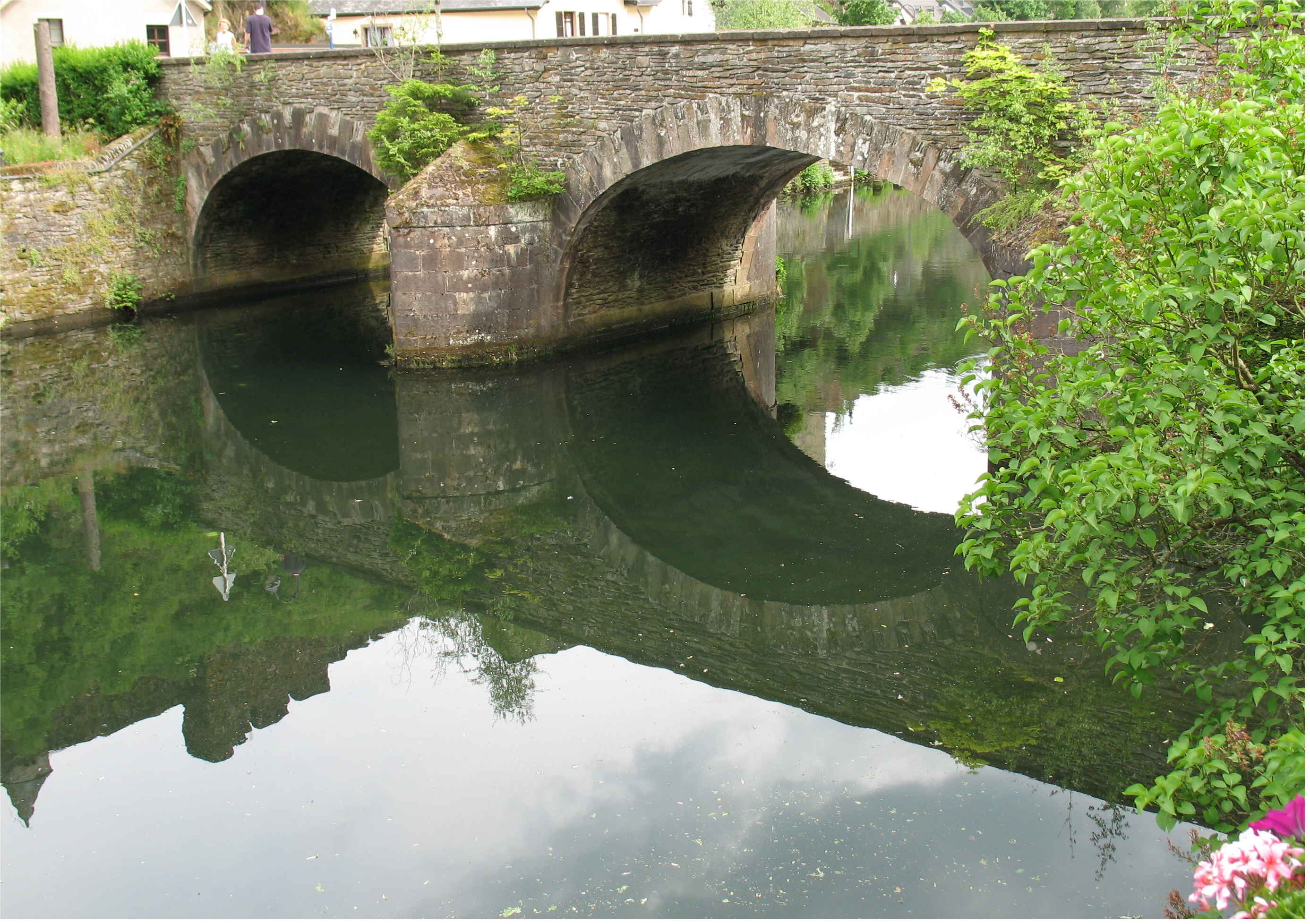
Pont a Esch-Sauer
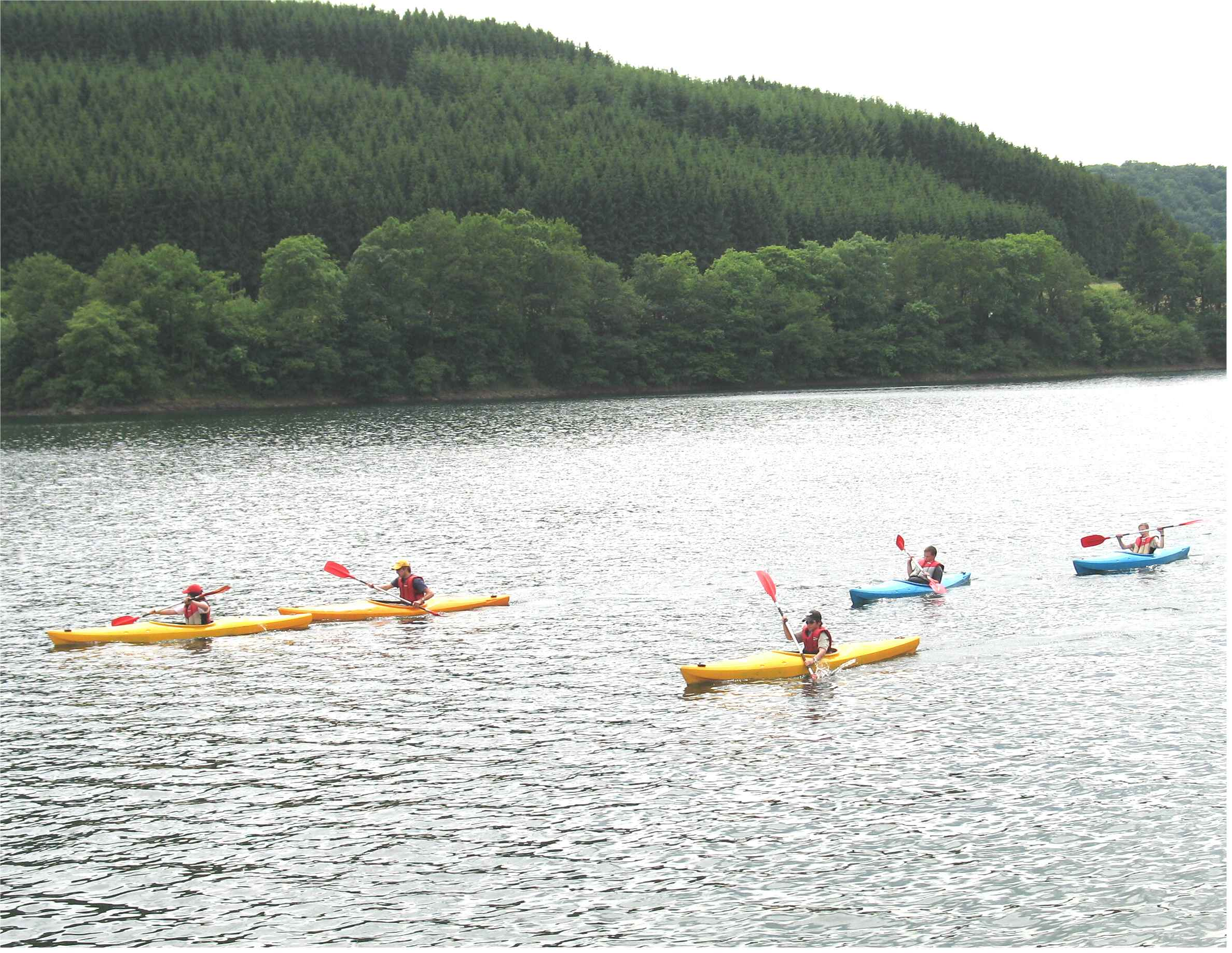
El pantà a Léifreg (Lifrange)

## Afluents
- Wiltz
- Alzette
- Blees
- Weiße Ernz
- Our
- Gaybach
- Schwarze Ernz
- Prüm

## Enllaços i referències
1. ↑  Moselle Mapa de les zones de Valònia que fan part de la conca del Rin, Namur, Ministère de la région wallonne, Obervatoire des Eaux de Surface, 2004

 A Wikimedia Commons hi ha contingut multimèdia relatiu a: Sauer